# Ringhomomorphismus
In der Ringtheorie betrachtet man spezielle Abbildungen zwischen Ringen, die man Ringhomomorphismen nennt. Ein Ringhomomorphismus ist eine strukturerhaltende Abbildung zwischen Ringen, und damit ein spezieller Homomorphismus.

## Definition
Gegeben seien zwei Ringe {\displaystyle (R,+,\cdot )} und {\displaystyle (S,\oplus ,\otimes )}. Eine Funktion {\displaystyle \varphi \colon \,R\to S} heißt Ringhomomorphismus, wenn für alle Elemente {\displaystyle a,b} von {\displaystyle R} gilt:
{\displaystyle \varphi (a+b)=\varphi (a)\oplus \varphi (b)} und {\displaystyle \varphi (a\cdot b)=\varphi (a)\otimes \varphi (b).}
Die Gleichung besagt, dass der Homomorphismus strukturerhaltend ist: Es ist egal, ob man erst zwei Elemente verknüpft, und das Ergebnis abbildet, oder erst die zwei Elemente abbildet, und dann die Bilder verknüpft.

## Erklärung
Anders ausgedrückt, ist ein Ringhomomorphismus eine Abbildung zwischen zwei Ringen, die sowohl Gruppenhomomorphismus bezüglich der additiven Gruppen der beiden Ringe, als auch Halbgruppenhomomorphismus bezüglich der multiplikativen Halbgruppen der beiden Ringe ist.
Für einen „Homomorphismus von Ringen mit Eins“ wird meist zusätzlich {\displaystyle \varphi (1_{R})=1_{S}} gefordert. Beispielsweise ist die Nullabbildung von {\displaystyle \mathbb {Z} } nach {\displaystyle \mathbb {Z} } zwar ein Ringhomomorphismus, aber kein Homomorphismus von Ringen mit Eins, da die besondere Struktur der Eins durch die Abbildung verloren geht: Die Eins wird (wie alle anderen Elemente) zur Null.
Für einen Ringhomomorphismus {\displaystyle \operatorname {\varphi } } sind die beiden Mengen
{\displaystyle \operatorname {Kern} \ \operatorname {\varphi } =\lbrace x\in R\mid \operatorname {\varphi } (x)=0\rbrace } und
{\displaystyle \operatorname {Bild} \ \operatorname {\varphi } =\operatorname {\varphi } (R)=\lbrace \operatorname {\varphi } (x)\in S\mid x\in R\rbrace }
definiert; aus dem Englischen und Lateinischen schreibt man auch statt Kern ker und statt Bild img, im oder schlicht I (großes i). {\displaystyle \operatorname {Bild} \ \operatorname {\varphi } } ist ein Unterring von {\displaystyle S}, {\displaystyle \operatorname {Kern} \ \operatorname {\varphi } } ist ein Ideal in {\displaystyle R}. Ein Ringhomomorphismus ist genau dann injektiv (also ein Ringmonomorphismus), wenn {\displaystyle \operatorname {Kern} \ \operatorname {\varphi } =\lbrace 0\rbrace } gilt.

## Beispiele
Folgende Abbildungen sind Ringhomomorphismen:
- Die Nullabbildung {\displaystyle f_{0}\colon R\to S;r\mapsto 0}
- Die Inklusionsabbildung {\displaystyle i\colon P\left(N\right)\to P\left(M\right);A\mapsto A} für festes {\displaystyle N\subsetneq M}
- Die komplexe Konjugation {\displaystyle \mathbb {C} \to \mathbb {C} ;z\mapsto {\bar {z}}}
- Die Konjugation {\displaystyle f_{a}\colon R\to R;r\mapsto a\cdot r\cdot a^{-1}} für eine feste Einheit {\displaystyle a\in R^{*}}
- {\displaystyle \varphi \colon \,\mathbb {Z} \to \mathbb {Z} /{\mathit {n\mathbb {Z} }}} bzw. {\displaystyle {\mathit {z}}\mapsto {\mathit {z}}\operatorname {mod} {\mathit {n}}}
Es handelt sich hier um die Restklassen modulo n, deren Verknüpfungen mit jenen aus {\displaystyle \mathbb {Z} } verträglich sind.